# Ex on the Beach Italia (temporada 2)
Artículo Principal: Ex on the Beach Italia
La segunda temporada de Ex on the Beach Italia, un programa de telerrealidad italiano basado en la serie británica Ex on The Beach. El programa fue estrenado en MTV Italia el  22 de enero de 2020. La lista oficial de los miembros del reparto fue confirmado con una imagen difundida en las redes, incluye tres chicos solteros, así como cuatro chicas solteras. Cecilia Rodriguez e Ignazio Moser se desarrollan como anfitriones del programa.

## Elenco
| 9 | Daniele Tosto      | 22 | Milán           | Greta De Santi                   |  |  |  |  |  |  |  |  |
| 9 | Denise Rossi       | 22 | Grosseto        | Simone Amato                     |  |  |  |  |  |  |  |  |
| 9 | Fabiana Barra      | 21 | Vicenza         | Matteo Marconato                 |  |  |  |  |  |  |  |  |
| 9 | Klea Marku         | 24 | Roma            | Alessio Mattioni                 |  |  |  |  |  |  |  |  |
| 6 | Lucrezia Borlini   | 23 | Milán           | Mattia Garufi                    |  |  |  |  |  |  |  |  |
| 9 | Matteo Diamante    | 30 | Genova          | Nikita Pelizon                   |  |  |  |  |  |  |  |  |
| 9 | Sasha Donatelli    | 27 | Casalincontrada | Fanny Armi, Wendy Lorena         |  |  |  |  |  |  |  |  |
|   |                    |    |                 |                                  |  |  |  |  |  |  |  |  |
| 4 | Alessio Mattioni   | 29 |                 | Klea Marku, Violetta Gamberini   |  |  |  |  |  |  |  |  |
| 6 | Simone Amato       | 30 |                 | Denise Rossi, Melissa            |  |  |  |  |  |  |  |  |
| 4 | Fanny Armi         | 29 |                 | Sasha Donatelli                  |  |  |  |  |  |  |  |  |
| 7 | Greta De Santi     | 19 |                 | Daniele Tosto                    |  |  |  |  |  |  |  |  |
| 3 | Violetta Gamberini | 24 | Bolonia         | Alessio Mattioni, Andrea Sirotti |  |  |  |  |  |  |  |  |
| 6 | Mattia Garufi      |    | Milán           | Lucrezia Borlini                 |  |  |  |  |  |  |  |  |
| 3 | Melissa Rizzatto   |    |                 | Simone Amato                     |  |  |  |  |  |  |  |  |
| 5 | Andrea Sirotti     |    |                 | Violetta Gamberini               |  |  |  |  |  |  |  |  |
| 4 | Nikita Pelizon     |    |                 | Matteo Diamante                  |  |  |  |  |  |  |  |  |
| 2 | Wendy Lorena       |    |                 | Sasha Donatelli                  |  |  |  |  |  |  |  |  |
| 4 | Matteo Marconato   |    |                 | Fabiana arra                     |  |  |  |  |  |  |  |  |

1- En el episodio 5, Violetta fue expulsada de la casa después de un altercado físico con Greta.

### Duración de los participantes
| Daniel   |  |  |  |  |  |  |  |  |  |  |  |  |
| Denise   |  |  |  |  |  |  |  |  |  |  |  |  |
| Fabiana  |  |  |  |  |  |  |  |  |  |  |  |  |
| Klea     |  |  |  |  |  |  |  |  |  |  |  |  |
| Lucrezia |  |  |  |  |  |  |  |  |  |  |  |  |
| Matteo D |  |  |  |  |  |  |  |  |  |  |  |  |
| Sasha    |  |  |  |  |  |  |  |  |  |  |  |  |
|          |  |  |  |  |  |  |  |  |  |  |  |  |
| Alessio  |  |  |  |  |  |  |  |  |  |  |  |  |
| Simone   |  |  |  |  |  |  |  |  |  |  |  |  |
| Fanny    |  |  |  |  |  |  |  |  |  |  |  |  |
| Greta    |  |  |  |  |  |  |  |  |  |  |  |  |
| Violetta |  |  |  |  |  |  |  |  |  |  |  |  |
| Mattia   |  |  |  |  |  |  |  |  |  |  |  |  |
| Melissa  |  |  |  |  |  |  |  |  |  |  |  |  |
| Andrea   |  |  |  |  |  |  |  |  |  |  |  |  |
| Nikita   |  |  |  |  |  |  |  |  |  |  |  |  |
| Wendy    |  |  |  |  |  |  |  |  |  |  |  |  |
| Matteo M |  |  |  |  |  |  |  |  |  |  |  |  |

Notas
     = "Miembro del reparto" aparece en este episodio.
     = "Miembro del reparto" llega a la playa.
     = "Miembro del reparto" tiene un ex la playa.
     = "Miembro del reparto" tiene dos exes en la playa en el mismo episodio.
     = "Miembro del reparto" llega a la playa y un ex llega durante el mismo episodio.
     = "Miembro del reparto" sale de la playa.
     = "Miembro del reparto" Tiene un ex en la playa y se retira de la casa.
     = "Miembro del reparto" no aparece en este episodio.
     = "Miembro del reparto" llega a la playa y se retira en el mismo episodio.

## Episodios
| N.º (total) | N.º (temp.) | Título        | Estreno en Italia     |
| ----------- | ----------- | ------------- | --------------------- |
| 10          | 1           | «Episodio 1»  | 22 de enero de 2020   |
| 11          | 2           | «Episodio 2»  | 29 de enero de 2020   |
| 12          | 3           | «Episodio 3»  | 5 de febrero de 2020  |
| 13          | 4           | «Episodio 4»  | 12 de febrero de 2020 |
| 14          | 5           | «Episodio 5»  | 19 de febrero de 2020 |
| 15          | 6           | «Episodio 6»  | 26 de febrero de 2020 |
| 16          | 7           | «Episodio 7»  | 4 de marzo de 2020    |
| 17          | 8           | «Episodio 8»  | 11 de marzo de 2020   |
| 18          | 9           | «Episodio 9»  | 18 de marzo de 2020   |
| –           | –           | «Episodio 10» | 25 de marzo de 2020   |